# Barnsley Football Club 2021-2022
Questa voce raccoglie le informazioni riguardanti il Barnsley Football Club nelle competizioni ufficiali della stagione 2021-2022.

## Maglie e sponsor
| Casa | Trasferta | Terza divisa |

Sponsor ufficiale: The Investment Room
Fornitore tecnico: Puma

## Rosa
| N. |                        | Ruolo | Calciatore         |
| -- | ---------------------- | ----- | ------------------ |
| 1  | Inghilterra (bandiera) | P     | Jack Walton        |
| 2  | Inghilterra (bandiera) | D     | Jordan Williams    |
| 3  | Galles (bandiera)      | D     | Ben Williams       |
| 4  | Inghilterra (bandiera) | C     | Callum Styles      |
| 5  | Inghilterra (bandiera) | D     | Liam Kitching      |
| 6  | Danimarca (bandiera)   | D     | Mads Juel Andersen |
| 7  | Inghilterra (bandiera) | D     | Callum Brittain    |
| 9  | Inghilterra (bandiera) | A     | Cauley Woodrow     |
| 10 | Inghilterra (bandiera) | C     | Josh Benson        |
| 11 | Belgio (bandiera)      | A     | Aaron Leya Iseka   |
| 13 | Inghilterra (bandiera) | P     | Daniel Jinadu      |
| 14 | Inghilterra (bandiera) | A     | Carlton Morris     |
| 15 | Inghilterra (bandiera) | D     | Jasper Moon        |

| N. |                           | Ruolo | Calciatore       |
| -- | ------------------------- | ----- | ---------------- |
| 17 | Francia (bandiera)        | D     | Claudio Gomes    |
| 20 | Inghilterra (bandiera)    | D     | Toby Sibbick     |
| 21 | Inghilterra (bandiera)    | C     | Romal Palmer     |
| 22 | Kenya (bandiera)          | D     | Clarke Oduor     |
| 23 | Rep. del Congo (bandiera) | C     | Will Hondermarck |
| 24 | Finlandia (bandiera)      | D     | Aapo Halme       |
| 26 | Francia (bandiera)        | D     | Rémy Vita        |
| 29 | Nigeria (bandiera)        | A     | Victor Adeboyejo |
| 30 | Polonia (bandiera)        | D     | Michał Helik     |
| 40 | Inghilterra (bandiera)    | P     | Bradley Collins  |
| 44 | Inghilterra (bandiera)    | A     | Devante Cole     |
| 50 | Belgio (bandiera)         | A     | Obbi Oularé      |